# Giovanni Battista Lenzi
Giovanni Battista Lenzi (* 1951 in Samone, Valsugana; † 1. Juni 2009 im Atlantischen Ozean) war ein italienischer Politiker.
Lenzi saß in der 13. Legislaturperiode (2003–2008) für die Unione per il Trentino im Landtag des Trentino und gehörte somit auch dem Regionalrat der Region Trentino-Südtirol an. Bei den Landtagswahlen 2008 wurde Lenzi knapp nicht wieder gewählt, nach der Bildung der Landesregierung rückte Lenzi in den Landtag nach, da im Trentino die Landesräte aus dem Landtag ausscheiden.
Lenzi starb am 1. Juni 2009 bei dem Flugzeugabsturz von Air-France-Flug 447. Er befand sich zusammen mit Luigi Zortea, dem Bürgermeister von Canal San Bovo, und Rino Zandonai, dem Direktor des Trentiner Heimatfernenvereins Trentini nel mondo auf dem Rückweg von einem Freundschaftsbesuch in Brasilien. Die drei waren bereits am 20. Mai zu ihrer Reise nach Brasilien aufgebrochen und hatten dort mehrere Entwicklungshilfeprojekte der Provinz Trient besucht. Unter anderem die Gemeinde Piraquara, wo die Route Caminho trentino dos mananciais (Trentiner Weg der Quellen) eingeweiht wurde. Danach nahmen sie am 8. Trentiner Fest im Parque Municipal Trentino, Colonia Imperial Santa Maria do Novo Tirol da Boca da Serra teil. Dort hatten sich vor 132 Jahren 59 Familien aus Trentino niedergelassen.